# Michail Dmitrijewitsch Gortschakow

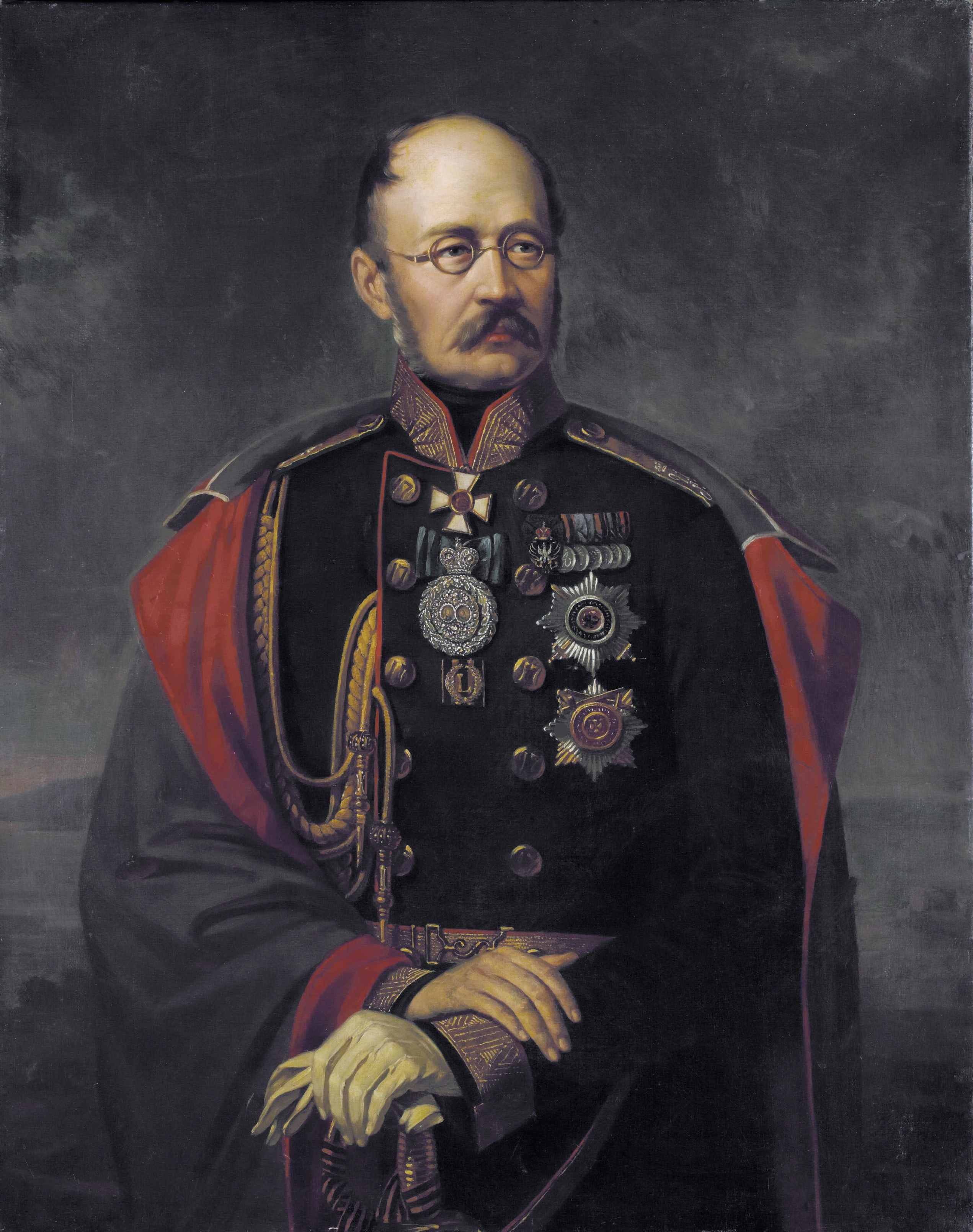
Mikhail Gorchakov, (Jan Ksawery Kaniewski, 1860)

Michail Dmitrijewitsch Gortschakow (russisch Михаил Дмитриевич Горчаков; * 28. Januarjul. / 8. Februar 1792greg.; † 18.jul. / 30. Mai 1861greg. in Warschau) war ein Feldmarschall der russischen Armee und Oberbefehlshaber im Krimkrieg.

## Leben
Gortschakow entstammte der alten russischen Adelsfamilie Gortschakow, die ihre Ursprünge auf die Rurikiden zurückführte. Er war der Sohn des Fürsten Dmitri Petrowitsch Gortschakow und der Vetter von Alexander Michailowitsch Gortschakow. Sein Bruder Peter führte im Krimkrieg ein Armeekorps.
Gortschakow trat 1807 in die Gardeartillerie ein und wurde 1809 in den Kaukasus kommandiert, wo er als Adjutant des Generalmajors Filippo Paulucci am Krieg gegen Persien teilnahm. Im Rang eines Generalmajors kämpfte er im russisch-türkischen Krieg von 1828/29. 1831 kämpfte er in Polen während des Novemberaufstands und nahm an der Erstürmung Warschaus teil. 1846 wurde Gortschakow zum Generalgouverneur von Warschau ernannt. 1849 kämpfte er in Ungarn und wurde Generaladjutant des Zaren.
Zu Beginn des Krimkriegs war er Oberbefehlshaber der russischen Truppen an der Donau. Am 3. Juli 1853 besetzte er die Donaufürstentümer Walachei und Moldau. Das Osmanische Reich erklärte daraufhin am 16. Oktober 1853 Russland den Krieg. Der osmanische General Omar Pascha rückte gegen die russische Armee an der Donau vor und errang am 4. November einen ersten Sieg bei Oltenitza. Im April 1854 übernahm auf ausdrücklichen Wunsch von Nikolaus I. an Stelle von Gortschakow Iwan Fjodorowitsch Paskewitsch den Oberbefehl an der Donau. Dieser begann Ende April 1854 mit der Belagerung der strategisch wichtigen Festung Silistra. Paskewitsch verließ die Armee aber wieder, weil er sich eine Verletzung zugezogen hatte, und Gortschakow führte die Belagerung weiter. Omar Pascha führte am 10. Juni eine Entsatzarmee heran und war in den Kämpfen vor Silistra erneut siegreich.
Gortschakow nahm auch an den Kämpfen um die Belagerung von Sewastopol, auf der Krim, teil. In der Schlacht an der Alma führte er den rechten russischen Flügel. Infolge eines Sturzes mit seinem erschossenen Pferd gab er das Kommando an General Kwizinski, den Chef der 16. Division. Im März 1855 wurde Gortschakow an Stelle des Fürsten Menschikow Oberbefehlshaber auf der Krim und über die gesamten in Südrussland befindlichen Streitkräfte. Nach dem Krimkrieg wurde er 1856, erneut als Nachfolger von Paskewitsch, Statthalter (Namiestnik) von Polen. Er starb am 30. Mai 1861 in Warschau. Seine Leiche wurde auf seinen Wunsch in Sewastopol beigesetzt.
Seine Tochter Olga heiratete Felix von Meyendorff und lebte in Weimar, wo sie mit Franz Liszt befreundet war. Er war der Großvater mütterlicherseits des russischen Staatsmanns und Premierministers Pjotr Arkadjewitsch Stolypin.